# Raylene

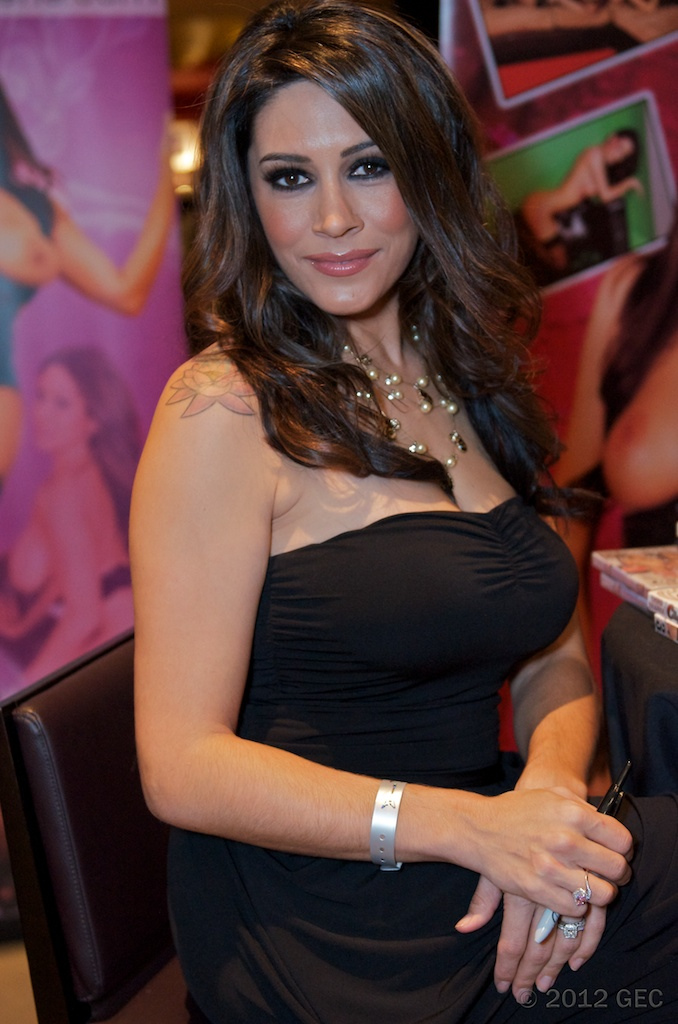
Raylene bei der AVN Adult Entertainment Expo (2012)

Raylene (* 12. Februar 1977 in Glendora, Kalifornien als Stacey Briana Bernstein) ist eine ehemalige US-amerikanische Pornodarstellerin.

## Leben
Raylene hat vielfältige kulturelle Wurzeln, sie ist italienischer und mexikanischer Herkunft mütterlicherseits und jüdischer österreichisch-polnischer Herkunft väterlicherseits. Sie wuchs in ihrem Geburtsort Glendora in Kalifornien auf, besuchte auf eigenen Wunsch christliche Schulen und schloss bereits mit 16 Jahren die High School ab. Ihr Ziel war es, an der Azusa Pacific University zu studieren und selbst Lehrerin an einer christlichen High School zu werden, doch fehlte ihr das nötige Geld dazu. Durch ihren Onkel, einen Fernsehproduzenten, hatte sie, schon seit sie fünf Jahre alt war, geschauspielt und als Kind Auftritte in den Fernsehserien Hunter und 21 Jump Street gehabt.
Ihre Hardcore-Karriere begann Raylene zunächst unter dem Namen Alexis Fontaine. Von ihrem Debüt 1996 bis zu ihrem letzten Film, bevor sie im Jahr 2001 erstmals aus der Pornobranche ausstieg drehte sie über 90 Pornofilme. Zu den bekanntesten Werken zählen Betrayed By Beauty, Café Flesh 2, It’s a Mommy Thing! 5 und Bad Wives 2. Ein Auftritt mit Kid Rock bei der Grammy-Verleihung 2000 machte sie auch einem größeren Mainstream-Publikum bekannt.
Danach arbeitete Raylene als Grundstücksmaklerin und noch bis 2004 weiterhin als erotische Tänzerin. 2009 kehrte sie aufgrund der Internationalen Wirtschaftskrise mit dem Film Raylene’s Dirty Work ins Hardcore-Business zurück und wurde wegen ihres gestiegenen Alters nun für ihre Darstellungen einer MILF bekannt. Beispielsweise ist sie in der Serie Mommy Got Boobs zu sehen, sowie in Mommy & Me 2, Say Hi To Your Mother For Me, A Milfs Tale 2, Mother Suckers 2, Mommy Does It Better, Milf Maids, My Friend’s Hot Mom 37 sowie in Soccer Milfs 5. Mittlerweile hat sie etwa 400 Filme gedreht. Zudem drehte sie einige Spielfilmpornos wie beispielsweise Killer Bodies: The Awakening, Sanatorium, The Divorcee und Torn (Couples). Daneben hatte sie eine Szene in Big Tits at School 17 und Blow Me Sandwich 14.
Auch in Pornoparodien wurde sie besetzt. Beispiele sind Barb Wire XXX, eine bekannte Pornoparodie auf das Werk Barb Wire – Flucht in die Freiheit, Rezervoir Doggs, This Ain’t Lady Gaga XXX, Golden Girls: A XXX MILF Parody und Austin Powers XXX: A Porn Parody.
Im Januar 2014 gab Raylene ihren erneuten Rückzug aus der Pornobranche bekannt.

## Auszeichnungen
- 1997: No Man’s Land 19
- 1999: XRCO Award als Best New Starlet
- 2001: AVN Award als Best Actress – Film für Artemesia (geteilt mit Taylor Hayes)
- 2008: Aufnahme in die AVN Hall of Fame

## Filmografie (Auswahl)
- 2009: It's a Mommy Thing! 5
- 2010: Dirty Rotten Mother Fuckers 4